# Bengt Holmström
Bengt Robert Holmström (* 18. dubna 1949 Helsinki) je finský ekonom, profesor ekonomie na Massachusettském technologickém institutu (MIT). Spolu s Oliverem Hartem získal roku 2016 Nobelovu cenu za ekonomii, a to za příspěvky k teorii smluv.
Narodil se ve švédsky mluvící komunitě ve Finsku. Vystudoval matematiku na Helsinské univerzitě (bakalářská úroveň), operační analýzu na Stanfordově univerzitě (magisterská úroveň) a na Graduate School of Business na Stanfordu (Ph.D.) V letech 1979-1982 působil jako docent na Kellogg Graduate School of Management na Northwestern University a v letech 1983-1994 jako profesor na Yale University School of Management. Od roku 1994 působí na MIT. V letech 1999-2012 byl členem představenstva firmy Nokia.
Je znám svou podporou záchranných balíčků z veřejných peněz poskytovaných americkou vládou během finanční krize v letech 2007-2008.